# Лебедев, Александр Иович
Александр Иович Лебедев (род. 1967, Кстово, Горьковская область) — российский самбист и тренер, чемпион СССР 1986 года среди юношей, чемпион и призёр первенств СССР среди юниоров, чемпион мира 1986-1987 годов среди юниоров, серебряный (1993) и бронзовый (1994, 1995) призёр чемпионатов России по самбо, серебряный призёр чемпионата Европы по самбо 1994 года в Паневежисе, победитель командного Кубка мира 1996, 1997 и 1999 годов, мастер спорта России международного класса по самбо. Выступал в первой полусредней весовой категории (до 68 кг).
Увлёкся самбо в 4-м классе. Во время службы в армии тренировался в спортроте. После завершения спортивной карьеры работал тренером в Академии самбо.

## Всероссийские соревнования
- Чемпионат России по самбо 1993 — ;
- Чемпионат России по самбо 1994 — ;
- Чемпионат России по самбо 1995 — ;